# 沙治奧·加西亞 (足球運動員)
沙治奧·加西亞·迪拉庫恩特（1983年6月9日—），出生在西班牙巴塞羅那，是一名西班牙足球員。加西亞司職右翼鋒，亦可出任前鋒。

## 球會
隨著巴塞羅那的實力不斷提升，加西亞發現在一眾資深球員中難以找到機會。2003/04球季，加西亞正選上陣了4場，在2003年9月3日對西維爾的賽事中首次亮相，比賽最終以1-1打成平手。
2004年，加西亞加盟利雲特。加西亞的表現證明了自己是具西甲級數的球員，並且轉投了薩拉戈薩，初時以後備入替為主。2007/08球季，加西亞上陣了全部38場聯賽賽事，但這隊阿拉貢的球會最終卻降班。
2008/09球季初段，加西亞和隊友迪亞高·米列圖與數間英超球會扯上關係，包括利物浦、熱刺、韋斯咸和史篤城。薩拉戈薩的降班後，令到加西亞離開球會的傳聞愈炒愈烈，領隊馬些路·托羅將加西亞從季前訓練名單中剔除，並在其後離開薩拉戈薩。
2008年9月1日，經過不斷的謠言後，在轉會市場關閉前的最後一刻，加西亞以1000萬歐羅加盟了貝迪斯。
2008年9月27日，加西亞在對皇家馬德里的賽事中射入十二碼，攻入其加盟以來的首球，最終卻以1-2落敗。11月16日，加西亞在對桑坦德和華拉度列的賽事中分別梅開二度和交出一個助攻，協助球隊以同樣3-1的比分擊敗對手。
2月8日，加西亞在對西維爾的打比戰中取得入球，以2-1擊敗對手。2009年4月，加西亞在對紐文西亞的賽事中膝部受傷，傷患令到他缺陣達一個月，貝迪斯最終降班。
2010年8月27日，加西亞轉投愛斯賓奴。

## 國際賽生涯
加西亞取代了保贊·卻基治入選2008年歐洲國家盃西班牙最後的23人名單。2008年5月31日，加西亞在友賽對秘魯的賽事中入替大衛·施華，首次亮相國際賽場。
6月18日，加西亞在2008年歐洲國家盃第三場D組對希臘的賽事中首次正選上陣，並且打足90分鐘。88分鐘時，加西亞精確的左腳吊球予丹尼·古爾沙，後者不負所託，頭球頂入，最終以2-1擊敗對手。

## 榮譽
- 西班牙：
  - 歐洲國家盃：2008
- 西班牙U19（英语：Spain national under-19 football team）：
  - 歐洲U-19足球錦標賽：2002
- 西班牙U20（英语：Spain national under-20 football team）：
  - 世界青年足球錦標賽：2003（亞軍）

## 外部連結
- BDFutbol profile （页面存档备份，存于）
- （西班牙文）國家隊檔案 （页面存档备份，存于）